# Região de Lisboa

Localização da Região Estatística de Lisboa.

A Região de Lisboa era antiga deisgnação da atual região da Área Metropolitana de Lisboa com a qual é coincidente, sendo uma região estatística (NUTS II) portuguesa, que compreendia aproximadamente a metade sul (dos extintos) distrito de Lisboa e a metade norte do de Setúbal. Limitava a norte com a Região do Centro; a nordeste, leste e a sul com o Alentejo; e a sul e a oeste com o Oceano Atlântico. A região de Lisboa era apenas uma região estatística, integrando administrativamente (CCDR) a região de Lisboa e Vale do Tejo.
Incluia as duas sub-regiões estatísticas (NUTS III) de:
- Grande Lisboa;
- Península de Setúbal.

A Região de Lisboa tinha uma superfície de 2 962,4 km² (3% do território nacional), uma população estimada em 2 821 699 habitantes (Censos 2011), correspondendo a 28% do Continente e a 26,7% da população portuguesa, e compreendia 18 concelhos (5,8% do total nacional) e 211 freguesias (5% do total nacional), assim distribuídos:
| Município           | Superfície (km²) | População (2011) | Densidade populacional (hab./km²) | Freguesias | Sub-região estatística |
| ------------------- | ---------------- | ---------------- | --------------------------------- | ---------- | ---------------------- |
| Alcochete           | 128,36           | 17 569           | 136,8                             | 3          | Península de Setúbal   |
| Almada              | 70,21            | 174 030          | 2 478,7                           | 11         | Península de Setúbal   |
| Amadora             | 23,79            | 175 136          | 7 361,7                           | 11         | Grande Lisboa          |
| Barreiro            | 36,39            | 78 764           | 2 164,4                           | 8          | Península de Setúbal   |
| Cascais             | 97,4             | 206 479          | 2 119,9                           | 6          | Grande Lisboa          |
| Lisboa              | 100,1            | 489 562          | 5 474,6                           | 24         | Grande Lisboa          |
| Loures              | 169,0            | 547 733          | 1 154                             | 18         | Grande Lisboa          |
| Mafra               | 291,5            | 70 867           | 243                               | 17         | Grande Lisboa          |
| Moita               | 54,6             | 71 596           | 1 311                             | 6          | Península de Setúbal   |
| Montijo             | 340,5            | 41 432           | 122                               | 8          | Península de Setúbal   |
| Odivelas            | 26,6             | 153 584          | 5 774                             | 7          | Grande Lisboa          |
| Oeiras              | 45,8             | 172 021          | 3 756                             | 10         | Grande Lisboa          |
| Palmela             | 465,9            | 62 820           | 135                               | 5          | Península de Setúbal   |
| Seixal              | 95,7             | 175 837          | 1 837                             | 6          | Península de Setúbal   |
| Sesimbra            | 195,7            | 52 371           | 268                               | 3          | Península de Setúbal   |
| Setúbal             | 193,6            | 124 459          | 643                               | 8          | Península de Setúbal   |
| Sintra              | 319,4            | 445 872          | 1 396                             | 20         | Grande Lisboa          |
| Vila Franca de Xira | 323,5            | 142 163          | 439                               | 11         | Grande Lisboa          |
| Total               | 2 962,4          | 2 819 433        | 952                               | 211        |                        |

De notar que a NUTS II de Lisboa, sem qualquer valor político-administrativo, corresponde territorialmente à Grande Área Metropolitana de Lisboa, a qual, por seu turno, tem o carácter de nível intermédio da administração pública local.

## História
Em 5 de Novembro de 2002, o Governo português, então liderado por Durão Barroso, atendendo à realidade sócio-económica da região (NUTS II) de Lisboa e Vale do Tejo – muito divergente daquela que, em 1986, estivera por detrás do primeiro desenho das NUTS II portuguesas (na sequência da entrada do País para as então chamadas Comunidades Europeias, e que foi aprovada através da Resolução do Conselho de Ministros n.º 34/86, no primeiro governo de Cavaco Silva) –, e tendo em vista uma mais equitativa distribuição dos fundos europeus (dado que as sub-regiões estatísticas da Grande Lisboa e Península de Setúbal eram substancialmente mais ricas do que as restantes três sub-regiões da Lezíria do Tejo, Médio Tejo e Oeste, e a manutenção da região, tal como estava desenhada, acarretaria a perda global dos fundos comunitários), deliberou, para que as regiões menos desenvolvidas não perdessem o acesso aos fundos comunitários, através do decreto-lei n.º 244/2002, de 5 de Novembro, extinguir a NUTS II de Lisboa e de Vale do Tejo, repartindo-a da seguinte forma: para a Região Centro transitaram as sub-regiões do Oeste e Médio Tejo; para a região do Alentejo passou a Lezíria do Tejo (decisão que suscitou algum celeuma na região, dada a tradicional identificação dos habitantes da Lezíria do Tejo com a antiga província do Ribatejo e não com o Alentejo, ainda que tal se tratasse apenas de uma redefinição estatística), e com remanescentes regiões da Grande Lisboa e Península de Setúbal criou a região estatística de Lisboa.

## Região estatística (NUTS II) vs. CCDR
Note-se, no entanto, que esta alteração apenas teve efeito ao nível da nomenclatura territorial para fins estatísticos europeus (NUTS). Continua a existir, ao nível da administração indirecta do Estado, a Comissão de Coordenação e Desenvolvimento Regional (CCDR) de Lisboa e Vale do Tejo, cobrindo a mesma superfície da anterior região, e com responsabilidades, ao nível do planeamento regional, das políticas do meio ambiente, conservação da natureza, ordenamento do território e cidades. É também ao nível das CCDR's que se desdobram os serviços centrais do Estado – assim, por exemplo, as subdelegações de certos Ministérios, como o da Saúde, da Educação ou da Agricultura, Desenvolvimento Rural e das Pescas, fazem-se de acordo com a divisão pelas CCDR's, e não pelas NUTS II actualmente em vigor.